# Паскоаја (Валча)
Паскоаја (рум. Păscoaia) насеље је у Румунији у округу Валча у општини Брезој. Oпштина се налази на надморској висини од 397 m.

## Становништво
Према подацима из 2002. године у насељу је живело 211 становника, од којих су сви румунске националности.